# Vörös óriás

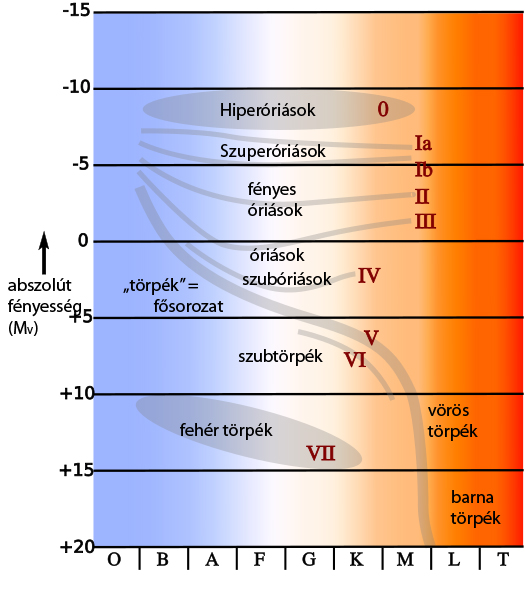
A Hertzsprung–Russell-diagram

A Hertzsprung–Russell-diagram alapján a vörös óriások nagy, nem fősorozatbeli csillagok, színképosztályuk K vagy M; elnevezésüket a hidegebb „óriások” vöröses színéről kapták. Vörös óriás például az Aldebaran vagy az Arcturus.
A Napnál kissé nagyobb tömegű csillagok, amelyek magjukban már kimerítették hidrogénkészletüket és elkezdték a magot körülvevő rétegben lévő hidrogén égetését. Mivel az energiaforrás így közelebb kerül a felszínhez, a csillag tágulni kezd. A csillag ezáltal ugyan fényesebb lesz, viszont sugara (ebből következően a felszíne is) erősebben növekszik, mint a fényessége. Ennek eredményeképpen a csillag nagyobb lesz, de hidegebb és vörösebb színű, s ebből adódik a név: vörös óriás.
Ha a csillag kisebb, mint 2,5 naptömeg, a külső rétegben képződő hélium beáramlása a magba héliumfelvillanást okoz – egy gyors héliumégető ciklust a magban, amelyet követően a csillag a vörös óriások egy másik csoportjába megy át. A 2,5 naptömegnél nagyobb csillagok a héliumégető ciklusba sokkal lágyabban lépnek be. A fémszegény csillagok életének magban történő héliumégető fázisát horizontális csoportnak hívjuk, mert ezek a csillagok a Hertzsprung–Russell-diagramon egy csaknem vízszintes vonalon helyezkednek el. Fémekben gazdag héliumégető csillagok nem a horizontális csoporthoz tartoznak, hanem külön csoportot foglalnak el a Hertzsprung-Russell diagramon.
A csillagok többször is átmehetnek a vörös óriás stádiumon, ha képesek a héliumnál nagyobb tömegű elemeket is elégetni a magban. Ez esetben a csillag az aszimptotikus óriások csoportjába tartozik.

## A mi Napunk
Mivel a Nap éppen egy naptömegű, a feltételezések szerint kb. 4 milliárd év múlva vörös óriássá fog átalakulni. Felfúvódása közben elnyeli a Naprendszer belső bolygóit, beleértve a Földet is.